# 753年
| 千纪： | 1千纪                                                                                           |
| 世纪： | 7世纪 \| 8世纪 \| 9世纪                                                                         |
| 年代： | 720年代 \| 730年代 \| 740年代 \| 750年代 \| 760年代 \| 770年代 \| 780年代                       |
| 年份： | 748年 \| 749年 \| 750年 \| 751年 \| 752年 \| 753年 \| 754年 \| 755年 \| 756年 \| 757年 \| 758年 |
| 纪年： | 癸巳年（蛇年）；唐天寶十二載；南诏赞普钟二年；日本天平胜宝五年；渤海国大興十六年                |

## 大事记
- 五月，陇右节度使哥舒翰攻吐蕃。
- 鑒真抵達日本。
- 羅濕陀羅拘陀推翻了他們的宗主遮婁其王朝。

## 出生
王叔文：中国唐代中期政治人物。